# Kinh tế tiền tệ
Bài này về một hệ thống kinh tế. Xem bài Kinh tế học tiền tệ về một chuyên ngành kinh tế học.
Kinh tế tiền tệ là một hình thái kinh tế trong đó có sự trao đổi hàng hóa, dịch vụ và sự trao đổi này diễn ra thông quan trung gian là tiền.
Đề tiền tệ trở thành trung gian trao đổi, bản thân tiền cũng phải là hàng hóa, có tính phổ biến và được tin dùng. Sự phát triển của tiền góp phần làm cho tính chất hàng hóa và phổ biến của nó tăng thêm, làm cho hiệu quả của vai trò trung gian trao đổi của nó cũng lớn hơn, kinh tế phồn vinh hơn, đặc biệt là khi tiền giấy, tiền điện tử ra đời. Nếu tiền không được tin dùng, như trong thời kỳ siêu lạm phát, đổi tiền, v.v..., hiệu quả vai trò trung gian trao đổi của tiền sẽ thấp và làm cản trở phát triển kinh tế.